# Diospyros natalensis
Diospyros natalensis är en tvåhjärtbladig växtart som först beskrevs av William Henry Harvey, och fick sitt nu gällande namn av John Patrick Micklethwait Brenan. Diospyros natalensis ingår i släktet Diospyros och familjen Ebenaceae.

## Underarter
Arten delas in i följande underarter:
- D. n. natalensis
- D. n. nummularia